# Yann Michael Yao
Yann Michael Yao (* 20. Juni 1997 in Dabou, Elfenbeinküste) ist ein ivorischer Fußballspieler.

## Karriere
Yao spielte in seiner Heimat für den Erstligisten AS Denguélé.
Im August 2017 wechselte der Ivorer zum österreichischen Zweitligisten Floridsdorfer AC. Sein Debüt in der zweiten Liga gab er im selben Monat, als er am siebten Spieltag der Saison 2017/18 gegen die Kapfenberger SV in der 80. Minute für Kevin Hinterberger eingewechselt wurde.
Im Januar 2018 wechselte er nach Estland zum Erstligisten Paide Linnameeskond. In zwei Spielzeiten in Estland kam er zu 61 Einsätzen für Paide in der Meistriliiga, in denen er 15 Tore erzielte. Im Januar 2020 wechselte Yao in die Slowakei zu Spartak Trnava.